# Afrocyclops propinquus
Afrocyclops propinquus – gatunek widłonoga z rodziny Cyclopidae. Opisał go w 1935 roku niemiecki zoolog Friedrich Kiefer, nadając mu nazwę Eucyclops propinquus.